# Wojewodowie podolscy

## Wojewodowiewojewództwa podolskiegoKrólestwa PolskiegoiI Rzeczypospolitej
| Monarcha                                                                      | #  | Wojewoda                                                                   | Portret | Herb | Lata sprawowania urzędu                                                              | Lata życia                                                  |
| ----------------------------------------------------------------------------- | -- | -------------------------------------------------------------------------- | ------- | ---- | ------------------------------------------------------------------------------------ | ----------------------------------------------------------- |
| Władysław II Jagiełło/ Władysław III Warneńczyk                               | 1  | Piotr Odrowąż Piotr Odrowąż ze Sprowy i Zagórza h. Odrowąż                 |         |      | 2 kwietnia 1434 - 27 maja 1437                                                       | zm. 6 września 1450, w bitwa pod Krasną w Vaslui            |
| Władysław III Warneńczyk                                                      | 2  | Michał z Buczacza Michał Buczacki h. Abdank                                |         |      | 22 września 1437 - 7 kwietnia/ ok. 1 czerwca 1438                                    | zm. ok. 1 czerwca 1438 na Krasnym Polu                      |
| Władysław III Warneńczyk/ interregnum/ Kazimierz IV Jagiellończyk             | 3  | Jan Hryćko Kierdejowicz Jan Hryćko Kierdej z Pomorzan i Winnik h. Kierdeja |         |      | 4 lipca 1439 - 31 lipca/przed 25 listopada 1462                                      | zm. przed 25 listopada 1462                                 |
| Kazimierz IV Jagiellończyk                                                    | 4  | Stanisław Chodecki Stanisław z Chodacza, Chłopów i Lubina h. Ogończyk      |         |      | 25 listopada 1462 - 10 marca 1466                                                    | zm. pomiędzy 28 stycznia a 11 sierpnia 1474                 |
| Kazimierz IV Jagiellończyk                                                    | 5  | Michał Mużyło Buczacki Michał Mużyło z Buczacza h. Abdank                  |         |      | 28 maja 1466 - 22/23sierpnia 1470                                                    | zm. w 1470                                                  |
| Kazimierz IV Jagiellończyk                                                    | 6  | Andrzej Fredro Andrzej, Indrzych Fredro z Pleszowic h. Bończa              |         |      | 23 marca 1472 - 9 sierpnia 1476/przed 20 maja 1477                                   | zm. przed 10 maja 1477                                      |
| Kazimierz IV Jagiellończyk                                                    | 7  | Jan Odrowąż Jan Odrowąż ze Sprowy h. Odrowąż                               |         |      | 30 czerwca 1477 - 20 lipca/19 listopada 1479                                         | zm. 21 marca 1485                                           |
| Kazimierz IV Jagiellończyk                                                    | 8  | Dawid Buczacki Dawid z Buczacza h. Abdnak                                  |         |      | 17 marca 1480 - pomiędzy 30 maja a 6 lipca/przed 29 września 1485                    | zm. przed 29 września 1485                                  |
| Kazimierz IV Jagiellończyk/ Jan I Olbracht                                    | 9  | Jakub Buczacki Jakub z Buczacza, Podhajec i Litwinowa h. Adbank            |         |      | 15 września 1485 - 21 kwietnia 1497/pomiędzy 26 października 1497 a 29 września 1498 | zm. przed 2 sierpnia 1501                                   |
| Aleksander Jagiellończyk/ Zygmunt I Stary                                     | 10 | Paweł Koła Paweł Koła z Dalejowa i Żółtaniec h. Junosza                    |         |      | 5-17 sierpnia 1502 - 7/przed 21 lutego 1509                                          | ok. 1450 - przed 21 lutego 1509                             |
| Zygmunt I Stary                                                               | 11 | Otto Chodecki Otto z Chodcza h. Ogończyk                                   |         |      | 21 marca 1509 - pomiędzy 12 lutego a 15 marca 1515                                   | przed 1474 - 12 marca 1534, Komarno                         |
| Zygmunt I Stary                                                               | 12 | Marcin Kamieniecki Marcin z Kamieńca h. Pilawa                             |         |      | pomiędzy 12 lutego a 4 marca 1515 - 14 marca 1530                                    | zm. 14 marca 1530                                           |
| Zygmunt I Stary                                                               | 13 | Stanisław Lanckoroński Stanisław Lanckoroński z Brzezia h. Zadora          |         |      | 12 maja/18 czerwca 1530 - 27-31 marca/7 kwietnia 1533                                | ok. 1465 - 15 lipca/21 października 1535                    |
| Zygmunt I Stary                                                               | 14 | Jan Tęczyński Jan z Tęczyna h. Topór                                       |         |      | 31 marca/7 kwietnia 1533 - ok. 22/24 października 1535                               | 1492 - między 8 –21 lipca 1541                              |
| Zygmunt I Stary                                                               | 15 | Stanisław Odrowąż Stanisław Odrowąż ze Sprowy h. Odrowąż                   |         |      | 22 października 1535 - 7 grudnia 1542                                                | 1509 - przed 7 marca 1545                                   |
| Zygmunt I Stary                                                               | 16 | Jan Tworowski Jan Tworowski z Buczacza h. Pilawa                           |         |      | ok. 18 kwietnia 1543 - 28 marca 1547                                                 | zm. w 1547                                                  |
| Zygmunt I Stary/ Zygmunt II August                                            | 17 | Jan Mielecki Jan z Mielca h. Gryf                                          |         |      | 28 kwietnia 1547 - 13 marca 1561                                                     | 1501 - 13 marca 1561                                        |
| Zygmunt II August                                                             | 18 | Jan Starzechowski Jan Starzechowski h. Nieczuja                            |         |      | 1 marca 1562 - 23 czerwca/przed 16 października 1567                                 | zm. przed 16 października 1567                              |
| Zygmunt II August                                                             | 19 | Jerzy Jazłowiecki Jerzy Jazłowiecki z Buczacza h. Abdank                   |         |      | 1567/24 lutego 1568 - 15/ok. 24-30 kwietnia 1569                                     | zm. wiosną 1575                                             |
| Zygmunt II August/ Henryk III Walzey/ Stefan Batory                           | 20 | Mikołaj Mielecki Mikołaj z Mielca h. Gryf                                  |         |      | 5 września 1569 - 11 maja 1585                                                       | zm. 11 maja 1585                                            |
| Zygmunt III Waza                                                              | 21 | Mikołaj Herburt Dziedziłowski Mikołaj Herburt Dziedziłowski h. Herburt     |         |      | przed 20 stycznia 1588 - 7 października 1588                                         | zm. przed 25 czerwca 1602                                   |
| Zygmunt III Waza                                                              | 22 | Jan Sienieński Jan Sienieński z Sienna h. Dębno                            |         |      | 22 listopada 1588/1589 - 28 marca 1597/przed 20 stycznia 1599                        | zm. przed 20 stycznia 1599                                  |
| Zygmunt III Waza                                                              | 23 | Stanisław Golski Stanisław Golski h. Rola                                  |         |      | 4 listopada 1599 - przed 6 października 1603                                         | zm. przed 25 czerwca 1612                                   |
| Zygmunt III Waza                                                              | 24 | Aleksander Koniecpolski Aleksander Koniecpolski h. Pobóg                   |         |      | przed 8 października 1603 - przed 11 marca 1605                                      | zm. w 1609                                                  |
| Zygmunt III Waza                                                              | 25 | Hieronnim Jazłowiecki Hieronim Jazłowiecki h. Abdank                       |         |      | 26 sierpnia 1605 - 6 sierpnia 1606/na początku 1607                                  | 1570 - na początku 1607                                     |
| Zygmunt III Waza                                                              | 26 | Jakub Pretficz Jakbub Pretficz h. Wczele                                   |         |      | 13 lutego 1607 - 13 września 1610/w kwietniu 1613                                    | zm. w kwietniu 1613                                         |
| Zygmunt III Waza                                                              | 27 | Stanisław Lanckoroński Stanisław Lanckoroński h. Zadora                    |         |      | 15 września 1604/1604 - 12 września 1616/przed 27 stycznia 1617                      | ok. 1585 - przed 27 stycznia 1617                           |
| Zygmunt III Waza                                                              | 28 | Tomasz Zamoyski Tomasz Zamoyski h. Jelita                                  |         |      | Pomiędzy 13 lutego a 6 marca 1618 - 11 stycznia/3 kwietnia 1619                      | 1 kwietnia 1594 - 8 stycznia 1638                           |
| W latach 1619 - 1621 urząd był nieobsadzony                                   |    |                                                                            |         |      |                                                                                      |                                                             |
| Zygmunt III Waza                                                              | 29 | Adam Aleksander Sanguszko Adam Aleksander Sanguszko h. Pogoń Litewska      |         |      | 15/25 października 1621 - 4 sierpnia 1629                                            | ok. 1590 - przed 22 października 1653                       |
| Zygmunt III Waza                                                              | 30 | Marcin Krasicki Marcin Krasicki h. Rogala                                  |         |      | 26 stycznia/4 kwietnia 1630 - 7 września 1631                                        | ok. 1574 - 7 września 1631, Przemyśl                        |
| Zygmunt III Waza/ Władysław IV Waza                                           | 31 | Marcin Kazanowski Marcin Kazanowski h. Grzymała                            |         |      | Przed 24 listopada 1631 - 19 października 1636                                       | 1563 - 19 października 1636, Kamieniec                      |
| Władysław IV Waza/ Jan II Kazimierz Waza                                      | 32 | Stanisław Rewera Potocki Stanisław Potocki h. Pilawa                       |         |      | 7 listopada 1636 - po 3 maja 1653                                                    | ok. 1589 - 27 lutego 1667, Lwów                             |
| Jan II Kazimierz Waza/ Michał Korybut Wiśniowiecki/ Jan III Sobieski          | 33 | Aleksander Stanisław Bełżecki Aleksander Stanisław Bełżecki h. Jastrzębiec |         |      | 22 lutego 1654 - 22 września 1676/1676                                               | zm. w 1676                                                  |
| Jan III Sobieski                                                              | 34 | Andrzej Maksymilian Fredro Andrzej Maksymilian Fredro h. Bończa            |         |      | 18 lutego 1677 - 15 czerwca 1679                                                     | ok. 1620 - 25 kwietnia 1679, Przemyśl                       |
| Jan III Sobieski                                                              | 35 | Stanisław Koniecpolski Stanisław Koniecpolski h. Pobóg                     |         |      | 20 kwietnia 1682 - przed 30 maja 1682                                                | zm. w 1682                                                  |
| Jan III Sobieski                                                              | 36 | Marcin Zamoyski Marcin Zamoyski h. Jelita                                  |         |      | 15 lipca 1682 - 6 sierpnia 1682                                                      | ok. 1637 - 4 czerwca 1689                                   |
| Jan III Sobieski                                                              | 37 | Mariusz Stanisław Jaskólski Mariusz Stanisław Jaskólski h. Leszczyc        |         |      | 11 marca 1683 - 7 kwietnia 1683/1683                                                 | zm. w 1683                                                  |
| Jan III Sobieski                                                              | 38 | Stanisław Karol Łużecki Stanisław Karol Łużecki h. Lubicz                  |         |      | 6/koniec grudnia 1683 - 18 września 1686                                             | zm. 18 września 1686, bitwa pod Gaurem                      |
| Jan III Sobieski                                                              | 39 | Mikołaj Franciszek Daniłowicz Mikołaj Franciszek Daniłowicz h. Sas         |         |      | przed 10 sierpnia/4 grudnia 1687 - 1 maja 1688/przed 31 grudnia 1688                 | zm. przed 31 grudnia 1688                                   |
| Jan III Sobieski/ August II Mocny                                             | 40 | Jan Franciszek Dzieduszycki Jan Franciszek Dzieduszycki h. Sas             |         |      | 7 stycznia/6 lutego 1689 - przed 30 kwietnia/4 maja 1704                             | zm. albo przed 30 kwietnia albo 4 maja 1704                 |
| August II Mocny/ Stanisław Leszczyński                                        | 41 | Nikodem Żaboklicki Nikodem Żaboklicki/Żabokrzycki h. Roch                  |         |      | 30 kwietnia 1704 - 21 grudnia 1705/przed 13 kwietnia 1706                            | zm. przed 13 kwietnia 1706                                  |
| Stanisław Leszczyński/ August II Mocny/ Stanisław Leszczyński/ August III Sas | 42 | Stefan Humiecki Stefan Humiecki h. Junosza                                 |         |      | 13 kwietnia 1706 - 28 maja 1736                                                      | zm. 28 maja 1736                                            |
| August III Sas                                                                | 43 | Wacław Rzewuski Wacław Rzewuski h. Krzywda                                 |         |      | 17 lipca 1736 - 19 sierpnia 1750 - 18 września 1762                                  | 29 października 1706, Rozdół - 27 października 1779, Sielec |
| August III Sas/ Stanisław August Poniatowski                                  | 44 | Michał Jan Rzewuski Michał Jan Rzewuski h. Krzywda                         |         |      | 2 października 1762 - 11 stycznia 1770                                               | 1699 - 11 stycznia 1770                                     |
| Stanisław August Poniatowski                                                  | 45 | Jan Jakub Zamoyski Jan Jakub Zamoyski h. Jelita (hrabiowski)               |         |      | 16 stycznia 1770 - 10 lutego 1790                                                    | 22 lipca 1716 - 10 lutego 1790                              |
| Stanisław August Poniatowski                                                  | 46 | Leonard Marcin Świeykowski Leonard Marcin Świeykowski h. Trzaska           |         |      | 6 listopada 1790 - 21 stycznia 1793                                                  | 1721 – 21 stycznia 1793                                     |